# 乌海热电厂
39°42′23.40″N 106°49′45.00″E / 39.7065000°N 106.8291667°E

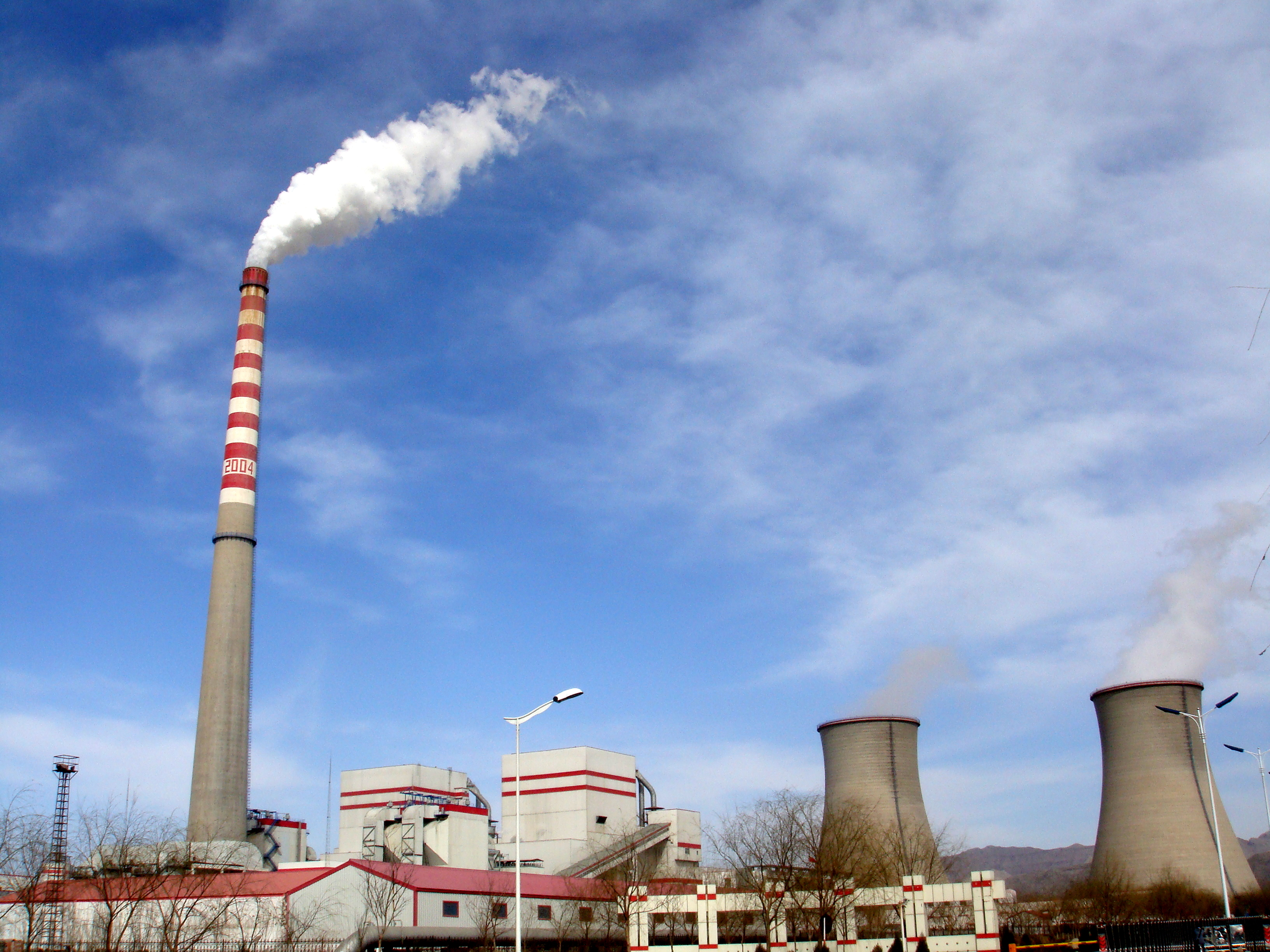
乌海热电厂

乌海热电厂，位于内蒙古自治区乌海市海勃湾区城北，一期工程2×12MW为抽凝式供热发电机组，两台机组于2001年11月和2002年1月投入运行，可供采暖面积180万平方米。为响应国家“上大压小”环保政策，两台机组于2007年1月30日、1月31日相继关停，二期工程2×200MW供热发电两台机组分别于2005年6月和7月投产，总投资15.1962亿元，可供采暖面积为650万平方米。
热电厂由北方联合电力擁有。